# Seleção Italiana de Futsal Masculino
A Seleção Italiana de Futsal representa a Itália em competições internacionais e é controlada pela Federação Italiana de Futebol. É uma das mais fortes equipes da Europa, tendo sido campeões europeu em 2003 e 2014.

## Elenco Atual
Jogadores convocados para a disputa do Campeonato Europeu Masculino de Futsal de 2014
| Nº | Posição | Jogador            | Data de Nascimento (Idade)        | Time Atual     |
| -- | ------- | ------------------ | --------------------------------- | -------------- |
| 1  | Goleiro | Stefano Mammarella | 02 de Fevereiro de 1984 (30 anos) | Acqua & Sapone |
| 2  | Fixo    | Marco Ercolessi    | 12 de Maio de 1986 (27 anos)      | Luparense      |
| 3  | Ala     | Gabriel Lima       | 09 de Agosto de 1987 (26 anos)    | Asti           |
| 4  | Ala     | Sergio Romano      | 07 de Dezembro de 1985 (28 anos)  | Pescara        |
| 5  | Ala     | Luca Leggiero      | 11 de Novembro de 1984 (29 anos)  | Pescara        |
| 6  | Ala     | Humberto Honorio   | 21 de Julho de 1983 (30 anos)     | Luparense      |
| 7  | Ala     | Massimo De Luca    | 07 de Outubro de 1987 (26 anos)   | Real Rieti     |
| 8  | Ala     | Vampeta            | 18 de Julho de 1984 (29 anos)     | Asti           |
| 9  | Pivô    | Rodolfo Fortino    | 30 de Abril de 1983 (30 anos)     | Asti           |
| 10 | Pivô    | Alex Merlim        | 15 de Julho de 1986 (27 anos)     | Luparense      |
| 11 | Ala     | Saad Assis         | 26 de Julho de 1979 (34 anos)     | Barcelona      |
| 12 | Goleiro | Michele Miarelli   | 29 de Abril de 1984 (29 anos)     | Real Rieti     |
| 13 | Ala     | Daniel Giasson     | 24 de Agosto de 1987 (26 anos)    | Pescara        |
| 15 | Fixo    | Murilo Ferreira    | 10 de Março de 1989 (24 anos)     | Acqua & Sapone |
|    | Técnico | Roberto Menichelli | 14 de Janeiro de 1963 (51 anos)   |                |

## Estatísticas

### Mundial de Futsal
| Edição | Class            | J             | V             | E             | D             | GM            | GS            |
| ------ | ---------------- | ------------- | ------------- | ------------- | ------------- | ------------- | ------------- |
| 1989   | 2ª fase          | 6             | 3             | 0             | 3             | 17            | 16            |
| 1992   | 1ª fase          | 3             | 1             | 0             | 2             | 15            | 16            |
| 1996   | 2ª fase          | 6             | 3             | 1             | 2             | 21            | 13            |
| 2000   | Não se apurou    | Não se apurou | Não se apurou | Não se apurou | Não se apurou | Não se apurou | Não se apurou |
| 2004   | Vice-campeão     | 8             | 6             | 1             | 1             | 29            | 13            |
| 2008   | 3º lugar         | 9             | 5             | 1             | 3             | 25            | 18            |
| 2012   | 3º lugar         | 7             | 6             | 0             | 1             | 32            | 13            |
| 2016   | Oitavas de final | 4             | 3             | 0             | 1             | 14            | 7             |
| 2021   | Não se apurou    | Não se apurou | Não se apurou | Não se apurou | Não se apurou | Não se apurou | Não se apurou |
| 2024   | Não se apurou    | Não se apurou | Não se apurou | Não se apurou | Não se apurou | Não se apurou | Não se apurou |
| Total  | 7/10             | 43            | 27            | 3             | 13            | 153           | 96            |

### Europeu de Futsal
| Ano   | Class            | J  | V  | E | D  | GM  | GS |
| ----- | ---------------- | -- | -- | - | -- | --- | -- |
| 1996  | 4º lugar         | 4  | 1  | 0 | 3  | 10  | 15 |
| 1999  | 3º lugar         | 5  | 2  | 2 | 1  | 12  | 9  |
| 2001  | 4º lugar         | 5  | 3  | 1 | 1  | 18  | 12 |
| 2003  | Campeões         | 5  | 5  | 0 | 0  | 11  | 3  |
| 2005  | 3º lugar         | 5  | 4  | 0 | 1  | 21  | 9  |
| 2007  | Vice-campeão     | 5  | 3  | 1 | 1  | 14  | 4  |
| 2010  | Quartos de final | 3  | 2  | 1 | 0  | 11  | 5  |
| 2012  | 3º lugar         | 5  | 3  | 1 | 1  | 11  | 5  |
| 2014  | Campeões         | 5  | 4  | 0 | 1  | 18  | 8  |
| 2016  | 5º lugar         | 3  | 2  | 0 | 1  | 12  | 5  |
| 2018  | 1ª fase          | 2  | 0  | 1 | 1  | 2   | 3  |
| 2022  | 1ª fase          | 3  | 0  | 2 | 1  | 6   | 9  |
| Total | 12/12            | 47 | 29 | 7 | 11 | 146 | 87 |

## Curiosidades
No Mundial de 2004, disputado em Taiwan, dos quatorze jogadores da seleção, dez nasceram no Brasil. No Mundial de 2008, disputado no Brasil, todos os jogadores da Azzurra eram brasileiros naturalizados.